# Logo (Burkina Faso)
Pour les articles homonymes, voir Logo (homonymie).
Logo est une commune rurale située dans le département de Nébiélianayou de la province de Sissili dans la région du Centre-Ouest au Burkina Faso.